# Rosalnice
Rosalnice je naselje u slovenskoj Općini Metliki. Rosalnice se nalazi u pokrajini Dolenjskoj i statističkoj regiji Jugoistočnoj Sloveniji. 

## Stanovništvo
Prema popisu stanovništva iz 2002. godine naselje je imalo 365 stanovnika.